# 孟和
孟和（1971年9月—），内蒙古阿右旗人，蒙古族，中国共产党党员。中华人民共和国政治人物、第十三届全国人民代表大会内蒙古地区代表。

## 生平
2018年2月24日，当选为第十三届全国人大代表。
2025年7月24日，内蒙古自治区第十四届人民代表大会常务委员会第十八次会议通过，决定任命孟和为內蒙古自治区应急管理厅厅长